# Into The Void (Cheetah Chrome Motherfuckers)
Into The Void è il secondo album della band hardcore punk italiana Cheetah Chrome Motherfuckers, prodotto dalla etichetta fiorentina Belfagor Records nel 1989.

## Tracce
Lato A
1. Feel Like
2. Enemy
3. Sterilized
4. Sorry
5. R.M.

Lato B
1. Daymare
2. Romeo ♡ Juliet
3. Strange Pain
4. Crushed By The Wheels Of Industry
5. Into The Void